# Тивертонский замок
Тивертонский замок — руины средневекового замка, разобранного после Английской революции и впоследствии преобразованного в загородный дом в XVII веке. Он занимает оборонительную позицию на берегу реки Экс в Тивертоне, Девон.
Когда-то значительно больший, Тивертонский замок теперь состоит из группы разрушенных оборонительных стен, башен и зданий разных периодов. Норманнский мотт был построен в 1106 году, а затем был расширен в XII и XIII веках.

## История

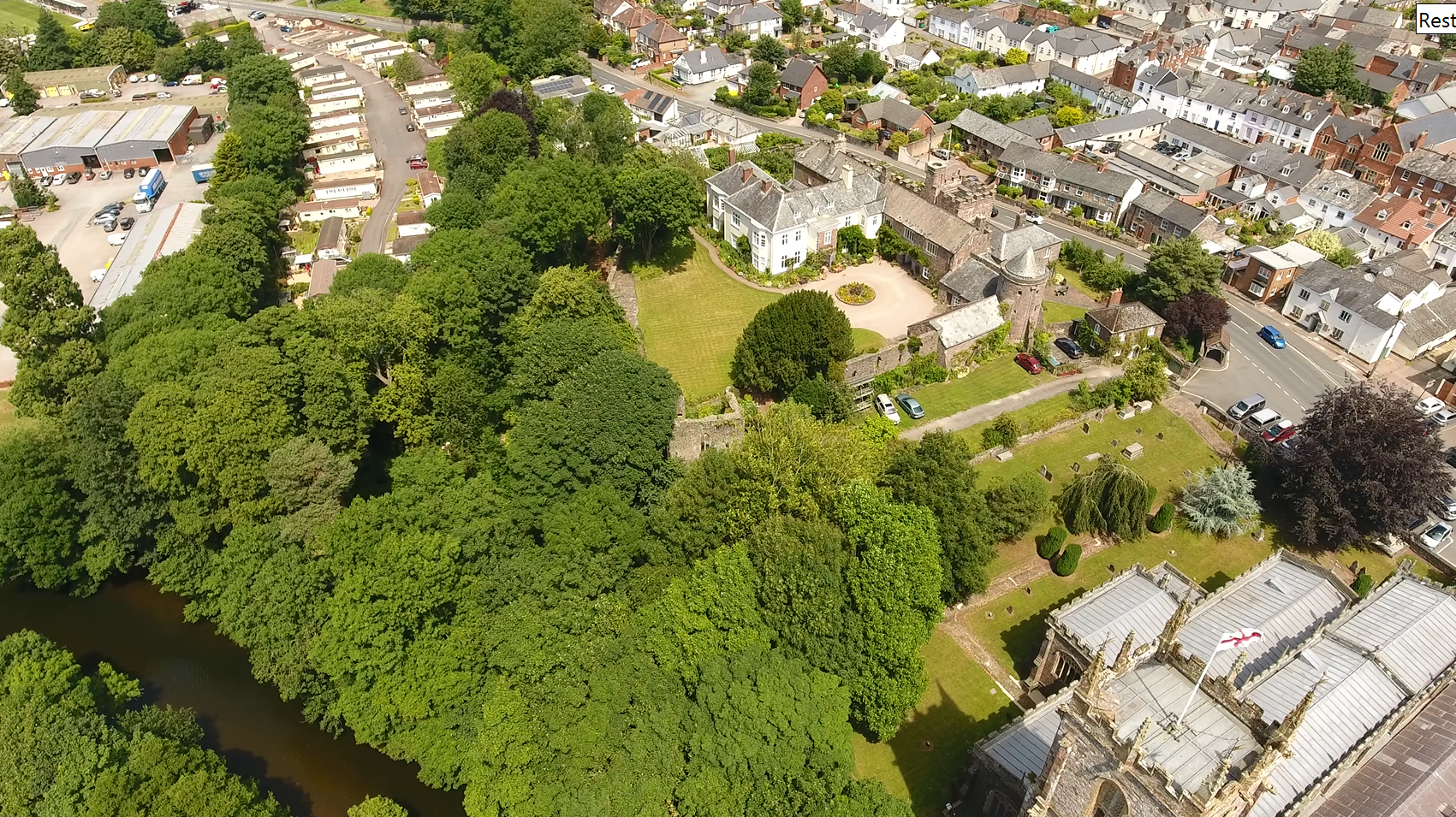
Тивертонский замок. Вид с северо-востока

Во время Английской революции замок был под контролем роялистов. Впоследствии парламентские войска Ферфакса начали осаду замка, разместив свою артиллерию на холмах Скринк (или «Шринк-Хиллз») примерно в полумиле от Тивертонского замка. Самое крупное артиллерийское орудие, используемое армией нового образца — «Калверин», было способно вести огонь на расстояние до 2 000 ярдов (1828,8 метров). Из данного орудия был произведён выстрел, попавший в одну из цепей, удерживающих подъемный мост замка, что позволило небольшой группе «круглоголовых» быстро проникнуть внутрь и захватить замок. Затем большая часть оборонительного сооружения была снесена парламентскими войсками, чтобы предотвратить любое повторное использование замка в военных целях.